# Igriés
Igriés é um município da Espanha, na província de Huesca, comunidade autónoma de Aragão. Tem 19,17 quilômetros quadrados de área e em 2021 tinha 703 habitantes (densidade: 36,7 hab./km²). Pertence à comarca de Hoya de Huesca, e limita com os municípios de Yéqueda, Arascués, Nueno, Sabayés, Apiés e Banastás.